# ポプラカラフル文庫
ポプラカラフル文庫（ポプラカラフルぶんこ）は、株式会社ポプラ社が発行している児童文学のレーベル。「文庫」と銘打っているが、判型は講談社の青い鳥文庫と同様に新書判である。2004年3月創刊。2009年9月刊までは、ジャイブ株式会社がカラフル文庫のレーベル名で発行していた。2009年12月刊からは現在の名で株式会社ポプラ社から発行されている。ミステリーがラインナップの中心となっているが、ホラー色の強いタイトルやあさのあつこ「THE MANZAI」（ピュアフル文庫にも収録）や山本ルンルン「マシュマロ通信」のノベライズ版なども刊行されている。

## 主なシリーズ
- アクエルタルハ シリーズ(風野潮作)
- 天才推理 IQ探偵シリーズ(深沢美潮作)
- 帝都〈少年少女〉探偵団ノート シリーズ(楠木誠一郎 作)
- 魔天使マテリアルシリーズ(藤咲あゆな作)

## カラフル文庫アンソロジー ヒント?
カラフル文庫アンソロジー ヒント?は、2004年3月、カラフル文庫と同時に創刊した文芸雑誌（ムック）。隔月で連載小説を掲載していたが、2005年7月発売の9号を最後に紙媒体での刊行は休止。公式サイト上でWebマガジンとして継続していた。奇数月10日に更新予定だが、他の日にも更新していた。2010年3月以降更新していない。